# Уряд Самоа
Уряд Самоа — вищий орган виконавчої влади Самоа.

## Голова уряду
- Прем'єр-міністр — Фатіаалофа Аїоно Лупесоліаї Сайлеле Малієлегаої Туїлаепа (англ. Fatiaalofa Aiono Lupesolia'i Sailele Malielegaoi Tuilaepa).
- Віце-прем'єр-міністр — Фонотое П'єр Лауфо Мередіт (англ. Fonotoe Pierre Lauofo Meredith).

## Кабінет міністрів
Склад чинного уряду подано станом на 1 грудня 2015 року.
| Логотип | Міністерство                                      | Міністр                                                                          | Фото | Час на посаді | Час на посаді | Партія | Партія | Вебсайт |
| ------- | ------------------------------------------------- | -------------------------------------------------------------------------------- | ---- | ------------- | ------------- | ------ | ------ | ------- |
|         | Міністерство внутрішніх справ                     | Фата Пінаті Сала (Fata Pinati Sala)                                              |      |               |               |        |        |         |
|         | Міністерство державних підприємств                | Фіо Селафі Пурсел Лаутафі (Fio Selafi Purcell Lautafi)                           |      |               |               |        |        |         |
|         | Міністерство доходів                              | Пуле Ламеко Туїлома (Pule Lameko Tuiloma)                                        |      |               |               |        |        |         |
|         | Міністерство екології та природних ресурсів       | Фаале Тумаалії Фаамоетаулоа (Faale Tumaali'i Faamoetauloa)                       |      |               |               |        |        |         |
|         | Міністерство жінок, громад і соціального розвитку | Фалемое Лейатауа Толофуаївалелеї (Falemoe Lei'ataua Tolofuaivalelei)             |      |               |               |        |        |         |
|         | Міністерство зв'язку та інформаційних технологій  | Софара Авеау Туїсугалетауа (Sofara Aveau Tuisugaletaua)                          |      |               |               |        |        |         |
|         | Міністерство закордонних справ і торгівлі         | Туїлаепа Маліелегаої (Fatiaalofa Aiono Lupesolia'i Sailele Malielegaoi Tuilaepa) |      |               |               |        |        |         |
|         | Міністерство комерції, промисловості й праці      | Фонотое П'єр Лауфо Мередіт (Fonotoe Pierre Lauofo Meredith)                      |      |               |               |        |        |         |
|         | Міністерство освіти, спорту і культури            | Магеле Мауїлуї Магеле (Magele Mauiliu Magele)                                    |      |               |               |        |        |         |
|         | Міністерство охорони здоров'я                     | Туїтама Талалелеї Леао Туїтама (Tuitama Talalelei Leao Tuitama)                  |      |               |               |        |        |         |
|         | Міністерство праці, транспорту та інфраструктури  | Енокаті Посала Мануалесагалала (Enokati Posala Manu'Alesagalala)                 |      |               |               |        |        |         |
|         | Міністерство сільського господарства і риболовлі  | Ропаті Лемамеа (Ropati Lemamea)                                                  |      |               |               |        |        |         |
|         | Міністерство фінансів                             | Туїлаепа Маліелегаої (Fatiaalofa Aiono Lupesolia'i Sailele Malielegaoi Tuilaepa) |      |               |               |        |        |         |
|         | Міністерство юстиції та управління судами         | Наомі Матаафа Фіаме (Naomi Mata'afa Fiame)                                       |      |               |               |        |        |         |